# Mona aranya llanosa septentrional
La mona aranya llanosa septentrional (Brachyteles hypoxanthus) és una espècie de mona aranya llanosa endèmica del Brasil. Viu a la regió de la Mata Atlàntica, als estats brasilers de Rio de Janeiro, Espírito Santo, Minas Gerais i Bahia. És una de les espècies més grosses de micos del Nou Món. Pot mesurar fins a 1,30 m d'alçada. S'alimenta principalment de fulles i branquetes, però també menja fruita. Sovint es penja cap per avall mentre menja, aguantant-se amb la cua prènsil.
Es tracta d'un dels primats més amenaçats d'extinció del món sencer. Les amenaces inclouen la caça i (igual que la majoria dels altres primats de la regió) la destrucció i fragmentació de l'hàbitat a la Mata Atlàntica. El 2005 s'estimà que en quedaven 855 exemplars en llibertat. Aquesta xifra és el resultat de sumar els individus de diverses poblacions aïllades, la més gran de les quals només té 230 membres. Cap d'aquestes poblacions no és considerada viable a llarg termini a aquest nivell.